# Kleine kortschildbok
De kleine kortschildbok of naald-kortschildboktor (Molorchus minor) is een kever uit de familie van de boktorren (Cerambycidae).

## Beschrijving
De 6 tot 11 millimeter lange kever doet sterk denken aan een ander insect als een vlieg, wesp, oorworm of sprinkhaan door het zeer smalle lichaam en sterk verkorte dekschilden (zoals kortschildkevers). De vliegvleugels reiken wel tot de achterlijfspunt en steken opvallend uit. De kleur is donkerbruin of roodbruin tot zwart, de poten en antennes zijn bruin van kleur. Kenmerkend zijn de extreme zwarte verdikkingen op alle zes de dijen, net als veel boktorren zijn de antennes lang, die van de mannetjes bijna twee keer de lichaamslengte, die van de vrouwtjes blijven de helft kleiner. Er is overigens ook een grote kortschildbok (Necydalis major), die echter groter wordt, deze soort mist echter de schuine witgele streep op ieder dekschild, die de kleine kortschildbok wel heeft.

## Algemeen
De kleine kortschildbok komt voor in vrijwel heel Europa, tot in Turkije en Iran. De kever is te vinden op bloemen van coniferen, ook andere planten als lijsterbessen en de gewone vogelkers worden bezocht. De larve is wit en wormachtig en aan de voorzijde duidelijk dikker dan aan de achterzijde. De larve leeft vrijwel uitsluitend in oude coniferen, waar een onregelmatig gangenstelsel wordt geknaagd in het hout. Aan het eind van zijn ontwikkeling knaagt de larve een popkamer voor de verpopping. De volwassen kever is te zien van mei tot juli.